# Campionatul Mondial de Fotbal 2014 – Grupa A
Grupa A a Campionatului Mondial de Fotbal 2014 este alcătuită din Brazilia, Croația, Mexic și Camerun. Meciurile au început pe 12 iunie și s-au încheiat pe 23 iunie 2014. Brazilia și Mexic au trecut mai departe în etapa eliminatorie, în timp ce Croația și Camerun au fost eliminate din competiție.

## Echipele
| Poziția           | Echipa   | Metoda de calificare                        | Data calificării  | Apariții la turnee finale | Ultima apariție | Cea mai bună clasare                        | Clasamentul FIFA | Clasamentul FIFA |
| Poziția           | Echipa   | Metoda de calificare                        | Data calificării  | Apariții la turnee finale | Ultima apariție | Cea mai bună clasare                        | octombrie 2013   | iunie 2014       |
| ----------------- | -------- | ------------------------------------------- | ----------------- | ------------------------- | --------------- | ------------------------------------------- | ---------------- | ---------------- |
| A1 (cap de serie) | Brazilia | Gazdă                                       | 30 octombrie 2007 | 20                        | 2010            | Câștigătoare (1958, 1962, 1970, 1994, 2002) | 11               | 3                |
| A2                | Croația  | Câștigătoarea play-off-ului UEFA            | 19 noiembrie 2013 | 4                         | 2006            | Locul trei (1998)                           | 18               | 18               |
| A3                | Mexic    | Câștigătoarea play-off-ului CONCACAF vs OFC | 20 noiembrie 2013 | 15                        | 2010            | Sfert-finalistă (1970, 1986)                | 24               | 20               |
| A4                | Camerun  | Câștigătoarea Rundei a Treia CAF            | 17 noiembrie 2013 | 7                         | 2010            | Sfert-finalistă (1990)                      | 59               | 56               |

Note
1. ↑  Clasamentul din octombrie 2013 a fost folosit pentru tragerea la sorți pentru turneul final.

## Clasament
| Legendă                                                       |
| ------------------------------------------------------------- |
| Primele două clasate din grupă avansează în faza eliminatorie |

| Echipa   | MJ | V | E | Î | GM | GP | G  | Pct |
| -------- | -- | - | - | - | -- | -- | -- | --- |
| Brazilia | 3  | 2 | 1 | 0 | 7  | 2  | +5 | 7   |
| Mexic    | 3  | 2 | 1 | 0 | 4  | 1  | +3 | 7   |
| Croația  | 3  | 1 | 0 | 2 | 6  | 6  | 0  | 3   |
| Camerun  | 3  | 0 | 0 | 3 | 1  | 9  | −8 | 0   |

- Câștigătoarea grupei avansează și va juca contra locului doi din grupa B în optimile de finală.
- Locul doi avansează și va juca contra câștigătoarei grupei B în optimile de finală.

## Meciuri

### Brazilia v Croația
Cele două echipe s-au mai întâlnit în două meciuri, printre care și unul în faza grupelor din Campionatul Mondial de Fotbal 2006, meci câștigat de Brazilia cu 1–0.
| Brazilia                           | 3–1    | Croația            |
| ---------------------------------- | ------ | ------------------ |
| Neymar 29', 71' (pen.) Oscar 90+1' | Raport | Marcelo 11' (a.g.) |

| Brazilia | Croația |

| P                   | 12 | Júlio César      |     |     |
| FD                  | 2  | Daniel Alves     |     |     |
| FC                  | 3  | Thiago Silva (c) |     |     |
| FC                  | 4  | David Luiz       |     |     |
| FS                  | 6  | Marcelo          |     |     |
| MD                  | 8  | Paulinho         |     | 63' |
| MD                  | 17 | Luiz Gustavo     | 88' |     |
| ED                  | 7  | Hulk             |     | 68' |
| MO                  | 11 | Oscar            |     |     |
| ES                  | 10 | Neymar           | 27' | 88' |
| AC                  | 9  | Fred             |     |     |
| Schimbări:          |    |                  |     |     |
| M                   | 18 | Hernanes         |     | 63' |
| M                   | 20 | Bernard          |     | 68' |
| M                   | 16 | Ramires          |     | 88' |
| Antrenor:           |    |                  |     |     |
| Luiz Felipe Scolari |    |                  |     |     |

| P          | 1  | Stipe Pletikosa  |     |     |
| FD         | 11 | Darijo Srna (c)  |     |     |
| FC         | 5  | Vedran Ćorluka   | 65' |     |
| FC         | 6  | Dejan Lovren     | 69' |     |
| FS         | 2  | Šime Vrsaljko    |     |     |
| MC         | 10 | Luka Modrić      |     |     |
| MC         | 7  | Ivan Rakitić     |     |     |
| ED         | 4  | Ivan Perišić     |     |     |
| MO         | 20 | Mateo Kovačić    |     | 61' |
| ES         | 18 | Ivica Olić       |     |     |
| AC         | 9  | Nikica Jelavić   |     | 78' |
| Schimbări: |    |                  |     |     |
| M          | 14 | Marcelo Brozović |     | 61' |
| A          | 16 | Ante Rebić       |     | 78' |
| Antrenor:  |    |                  |     |     |
| Niko Kovač |    |                  |     |     |

| Omul meciului: Neymar (Brazilia) Arbitri asistenți: Toru Sagara (Japonia) Toshiyuki Nagi (Japonia) Arbitru de rezervă: Alireza Faghani (Iran) Al cincilea oficial: Hassan Kamranifar (Iran) |

### Mexic v Camerun
Cele două echipe s-au mai întâlnit într-un singur meci, într-un amical din 1993.
| Mexic       | 1–0    | Camerun |
| ----------- | ------ | ------- |
| Peralta 61' | Raport |         |

| Mexic | Camerun |

| P              | 13 | Guillermo Ochoa     |     |       |
| FC             | 2  | Francisco Rodríguez |     |       |
| FC             | 4  | Rafael Márquez (c)  |     |       |
| FC             | 15 | Héctor Moreno       | 57' |       |
| ED             | 22 | Paul Aguilar        |     |       |
| ES             | 7  | Miguel Layún        |     |       |
| MDef           | 23 | José Juan Vázquez   |     |       |
| MC             | 6  | Héctor Herrera      |     | 90+2' |
| MC             | 18 | Andrés Guardado     |     | 69'   |
| ADA            | 10 | Giovani dos Santos  |     |       |
| AC             | 19 | Oribe Peralta       |     | 74'   |
| Schimbări:     |    |                     |     |       |
| M              | 8  | Marco Fabián        |     | 69'   |
| A              | 14 | Javier Hernández    |     | 74'   |
| F              | 3  | Carlos Salcido      |     | 90+2' |
| Antrenor:      |    |                     |     |       |
| Miguel Herrera |    |                     |     |       |

| P            | 16 | Charles Itandje          |     |     |
| FD           | 4  | Cédric Djeugoué          |     | 46' |
| FC           | 3  | Nicolas N'Koulou         |     |     |
| FC           | 14 | Aurélien Chedjou         |     |     |
| FS           | 2  | Benoît Assou-Ekotto      |     |     |
| MDef         | 6  | Alex Song                |     | 79' |
| MD           | 17 | Stéphane Mbia            |     |     |
| MS           | 18 | Eyong Enoh               |     |     |
| MO           | 8  | Benjamin Moukandjo       |     |     |
| MO           | 13 | Eric Maxim Choupo-Moting |     |     |
| AC           | 9  | Samuel Eto'o (c)         |     |     |
| Schimbări:   |    |                          |     |     |
| F            | 5  | Dany Nounkeu             | 77' | 46' |
| A            | 15 | Pierre Webó              |     | 79' |
|              |    |                          |     |     |
| Antrenor:    |    |                          |     |     |
| Volker Finke |    |                          |     |     |

| Omul meciului: Giovani dos Santos (Mexic) Arbitri asistenți: Humberto Clavijo (Colombia) Eduardo Díaz (Colombia) Arbitru de rezervă: Norbert Hauata (Tahiti) Al cincilea oficial: Aden Marwa Range (Kenya) |

### Brazilia v Mexic
Cele două echipe s-au mai întâlnit în 38 de meciuri, dintre care trei în faza grupelor a Campionatelor Mondiale de Fotbal, toate meciurile fiind câștigate de Brazilia (1950: 4–0; 1954: 5–0; 1962: 2–0).
| Brazilia | 0–0    | Mexic |
| -------- | ------ | ----- |
|          | Raport |       |

| Brazilia | Mexic |

| P                   | 12 | Júlio César      |     |     |
| FD                  | 2  | Dani Alves       |     |     |
| FC                  | 3  | Thiago Silva (c) | 79' |     |
| FC                  | 4  | David Luiz       |     |     |
| FS                  | 6  | Marcelo          |     |     |
| MDef                | 8  | Paulinho         |     |     |
| MDef                | 17 | Luiz Gustavo     |     |     |
| ED                  | 16 | Ramires          | 45' | 46' |
| MO                  | 11 | Oscar            | 84' |     |
| ES                  | 10 | Neymar           |     |     |
| AC                  | 9  | Fred             | 68' |     |
| Schimbări:          |    |                  |     |     |
| M                   | 20 | Bernard          | 46' |     |
| A                   | 21 | Jô               | 68' |     |
| M                   | 19 | Willian          | 84' |     |
| Antrenor:           |    |                  |     |     |
| Luiz Felipe Scolari |    |                  |     |     |

| P              | 13 | Guillermo Ochoa     |     |
| FC             | 2  | Francisco Rodríguez |     |
| FC             | 4  | Rafael Márquez (c)  |     |
| FC             | 15 | Héctor Moreno       |     |
| ED             | 22 | Paul Aguilar        | 59' |
| ES             | 7  | Miguel Layún        |     |
| MDef           | 23 | José Juan Vázquez   | 62' |
| MC             | 6  | Héctor Herrera      | 76' |
| MC             | 18 | Andrés Guardado     |     |
| ADA            | 10 | Giovani dos Santos  | 84' |
| AC             | 19 | Oribe Peralta       | 74' |
| Schimbări:     |    |                     |     |
| A              | 14 | Javier Hernández    | 74' |
| M              | 8  | Marco Fabián        | 76' |
| A              | 9  | Raúl Jiménez        | 84' |
| Antrenor:      |    |                     |     |
| Miguel Herrera |    |                     |     |

| Omul meciului: Guillermo Ochoa (Mexic) Arbitri asistenți: Bahattin Duran (Turcia) Tarik Ongun (Turcia) Arbitru de rezervă: Svein Oddvar Moen (Norvegia) Al cincilea oficial: Kim Haglund (Norvegia) |

### Camerun v Croația
Cele două echipe nu s-au mai întâlnit până acum.
| Camerun | 0–4    | Croația                                 |
| ------- | ------ | --------------------------------------- |
|         | Raport | Olić 11' Perišić 48' Mandžukić 61', 73' |

| Camerun | Croația |

| P            | 16 | Charles Itandje          |     |     |
| FD           | 17 | Stéphane Mbia            |     |     |
| FC           | 14 | Aurélien Chedjou         |     | 46' |
| FC           | 3  | Nicolas N'Koulou (c)     |     |     |
| FS           | 2  | Benoît Assou-Ekotto      |     |     |
| MDef         | 21 | Joël Matip               |     |     |
| MC           | 6  | Alex Song                | 40' |     |
| MC           | 18 | Eyong Enoh               |     |     |
| ED           | 13 | Eric Maxim Choupo-Moting |     | 75' |
| ES           | 8  | Benjamin Moukandjo       |     |     |
| AC           | 10 | Vincent Aboubakar        |     | 70' |
| Schimbări:   |    |                          |     |     |
| F            | 5  | Dany Nounkeu             |     | 46' |
| A            | 15 | Pierre Webó              |     | 70' |
| M            | 20 | Edgar Salli              |     | 75' |
| Antrenor:    |    |                          |     |     |
| Volker Finke |    |                          |     |     |

| P          | 1  | Stipe Pletikosa |     |     |
| FD         | 11 | Darijo Srna (c) |     |     |
| FC         | 5  | Vedran Ćorluka  |     |     |
| FC         | 6  | Dejan Lovren    |     |     |
| FS         | 3  | Danijel Pranjić |     |     |
| MC         | 10 | Luka Modrić     |     |     |
| MC         | 7  | Ivan Rakitić    |     |     |
| ED         | 4  | Ivan Perišić    |     | 78' |
| MO         | 19 | Sammir          |     | 72' |
| ES         | 18 | Ivica Olić      |     | 69' |
| AC         | 17 | Mario Mandžukić |     |     |
| Schimbări: |    |                 |     |     |
| A          | 22 | Eduardo         | 89' | 69' |
| M          | 20 | Mateo Kovačić   |     | 72' |
| A          | 16 | Ante Rebić      |     | 78' |
| Antrenor:  |    |                 |     |     |
| Niko Kovač |    |                 |     |     |

| Omul meciului: Mario Mandžukić (Croația) Arbitri asistenți: Bertino Cunha (Portugalia) Tiago Trigo (Portugalia) Arbitru de rezervă: Walter López (Guatemala) Al cincilea oficial: Leonel Leal (Costa Rica) |

### Camerun v Brazilia
Cele două echipe s-au mai întâlnit în patru meciuri, printre care și unul în faza grupelor din Campionatul Mondial de Fotbal 1994, meci câștigat de Brazilia cu 3–0.
| Camerun   | 1–4    | Brazilia                                 |
| --------- | ------ | ---------------------------------------- |
| Matip 26' | Raport | Neymar 17', 35' Fred 49' Fernandinho 84' |

| Camerun | Brazilia |

|              |    |                          |     |     |
|              |    |                          |     |     |
| P            | 16 | Charles Itandje          |     |     |
| FD           | 22 | Allan Nyom               |     |     |
| FC           | 3  | Nicolas N'Koulou (c)     |     |     |
| FC           | 21 | Joël Matip               |     |     |
| FS           | 12 | Henri Bedimo             |     |     |
| MDef         | 7  | Landry N'Guémo           |     |     |
| MC           | 17 | Stéphane Mbia            | 80' |     |
| MC           | 18 | Eyong Enoh               | 11' |     |
| ED           | 13 | Eric Maxim Choupo-Moting |     | 81' |
| ES           | 8  | Benjamin Moukandjo       |     | 58' |
| AC           | 10 | Vincent Aboubakar        |     | 72' |
| Schimbări:   |    |                          |     |     |
| M            | 20 | Edgar Salli              | 76' | 58' |
| A            | 15 | Pierre Webó              |     | 72' |
| M            | 11 | Jean Makoun              |     | 81' |
| Antrenor:    |    |                          |     |     |
| Volker Finke |    |                          |     |     |

|                     |    |                  |  |     |
|                     |    |                  |  |     |
| P                   | 12 | Júlio César      |  |     |
| FD                  | 2  | Dani Alves       |  |     |
| FC                  | 3  | Thiago Silva (c) |  |     |
| FC                  | 4  | David Luiz       |  |     |
| FS                  | 6  | Marcelo          |  |     |
| MDef                | 17 | Luiz Gustavo     |  |     |
| MD                  | 8  | Paulinho         |  | 46' |
| MS                  | 11 | Oscar            |  |     |
| ED                  | 7  | Hulk             |  | 63' |
| ES                  | 10 | Neymar           |  | 71' |
| AC                  | 9  | Fred             |  |     |
| Schimbări:          |    |                  |  |     |
| M                   | 5  | Fernandinho      |  | 46' |
| M                   | 16 | Ramires          |  | 63' |
| M                   | 19 | Willian          |  | 71' |
| Antrenor:           |    |                  |  |     |
| Luiz Felipe Scolari |    |                  |  |     |

| Omul meciului: Neymar (Brazilia) Arbitri asistenți: Mathias Klasenius (Suedia) Daniel Wärnmark (Suedia) Arbitru de rezervă: Svein Oddvar Moen (Norvegia) Al cincilea oficial: Kim Haglund (Norvegia) |

### Croația v Mexic
Cele două echipe s-au mai întâlnit în trei meciuri, printre care și unul în faza grupelor din Campionatul Mondial de Fotbal 2002, meci câștigat de Mexic cu 1–0.
| Croația     | 1–3    | Mexic                                  |
| ----------- | ------ | -------------------------------------- |
| Perišić 87' | Raport | Márquez 72' Guardado 75' Hernández 82' |

| Croatia | Mexico |

|            |    |                 |     |     |
|            |    |                 |     |     |
| P          | 1  | Stipe Pletikosa |     |     |
| FD         | 11 | Darijo Srna (c) |     |     |
| FC         | 5  | Vedran Ćorluka  |     |     |
| FC         | 6  | Dejan Lovren    |     |     |
| FS         | 2  | Šime Vrsaljko   |     | 58' |
| MC         | 7  | Ivan Rakitić    | 9'  |     |
| MC         | 3  | Danijel Pranjić |     | 74' |
| ED         | 4  | Ivan Perišić    |     |     |
| MO         | 10 | Luka Modrić     |     |     |
| ES         | 18 | Ivica Olić      |     | 69' |
| AC         | 17 | Mario Mandžukić |     |     |
| Schimbări: |    |                 |     |     |
| M          | 20 | Mateo Kovačić   |     | 58' |
| A          | 16 | Ante Rebić      | 89' | 69' |
| A          | 9  | Nikica Jelavić  |     | 74' |
| Antrenor:  |    |                 |     |     |
| Niko Kovac |    |                 |     |     |

|                |    |                     |     |     |
|                |    |                     |     |     |
| P              | 13 | Guillermo Ochoa     |     |     |
| FC             | 2  | Francisco Rodríguez |     |     |
| FC             | 4  | Rafael Márquez (c)  | 39' |     |
| FC             | 15 | Héctor Moreno       |     |     |
| ED             | 22 | Paul Aguilar        |     |     |
| ES             | 7  | Miguel Layún        |     |     |
| MDef           | 23 | José Juan Vázquez   | 66' |     |
| MC             | 6  | Héctor Herrera      |     |     |
| MC             | 18 | Andrés Guardado     |     | 84' |
| ADA            | 10 | Giovani dos Santos  |     | 62' |
| AC             | 19 | Oribe Peralta       |     | 79' |
| Schimbări:     |    |                     |     |     |
| A              | 14 | Javier Hernández    |     | 62' |
| M              | 21 | Carlos Peña         |     | 79' |
| M              | 8  | Marco Fabián        |     | 84' |
| Antrenor:      |    |                     |     |     |
| Miguel Herrera |    |                     |     |     |

| Omul meciului: Rafael Márquez (Mexic) Arbitri asistenți: Abdukhamidullo Rasulov (Uzbekistan) Bakhadyr Kochkarov (Kîrgîzstan) Arbitru de rezervă: Néant Alioum (Camerun) Al cincilea oficial: Djibril Camara (Senegal) |